# Ptinus rufolimbatus
Ptinus rufolimbatus là một loài bọ cánh cứng trong họ Ptinidae. Loài này được Pic mô tả khoa học năm 1908.